# Хавілов Євген Володимирович
Євген Володимирович Хавілов (нар. 24 березня 1981, Куп'янськ, Харківська область) — український борець вільного стилю, бронзовий призер чемпіонату Європи, срібний призер Кубку світу. Майстер спорту України міжнародного класу з вільної боротьби.

## Біографія
Вільною боротьбою почав займатися з 1989 року. З 1998 року тренується у Михайла Чаповського. Чемпіон України з вільної боротьби. Займається також бойовим самбо і змішаними єдиноборствами. Чемпіон світу з бойового самбо, володар Кубка Європи з бойового самбо, Віце-чемпіон Європи з бойового самбо, чемпіон України з бойового самбо, майстер спорту України міжнародного класу з бойового самбо. Виступає за клуб «Combat-DOBRO». 2-разовий чемпіон клубного чемпіонату України зі змішаних єдиноборств М-1 (2009, 2010). 

## Виступи на Чемпіонатах Європи
| Змагання                         | Збірна  | Вагова категорія | Місце  |
| -------------------------------- | ------- | ---------------- | ------ |
| Чемпіонат Європи з боротьби 2003 | Україна | 60 кг            | 10     |
| Чемпіонат Європи з боротьби 2006 | Україна | 60 кг            | Бронза |
| Чемпіонат Європи з боротьби 2012 | Україна | 60 кг            | 5      |

## Виступи на Кубках світу
| Змагання                    | Збірна  | Вагова категорія | Місце  |
| --------------------------- | ------- | ---------------- | ------ |
| Кубок світу з боротьби 2009 | Україна | 60 кг            | Срібло |

## Виступи на інших змаганнях
| Змагання                                                  | Збірна  | Вагова категорія | Місце  |
| --------------------------------------------------------- | ------- | ---------------- | ------ |
| Чемпіонат світу з боротьби серед військовослужбовців 2001 | Україна | 58 кг            | 6      |
| Чемпіонат світу з боротьби серед військовослужбовців 2005 | Україна | 60 кг            | Золото |
| Чемпіонат світу з боротьби серед військовослужбовців 2008 | Україна | 60 кг            | Срібло |
| Кубок Тахті 2009                                          | Україна | 60 кг            | Золото |
| Золотий Гран-прі з боротьби 2009                          | Україна | 60 кг            | 10     |
| Чемпіонат світу з боротьби серед військовослужбовців 2010 | Україна | 66 кг            | 8      |
| Київський Міжнародний турнір з вільної боротьби 2011      | Україна | 60 кг            | Золото |
| Київський Міжнародний турнір з вільної боротьби 2012      | Україна | 60 кг            | Золото |
| Турнір Чорного моря 2012                                  | Україна | 60 кг            | Бронза |
| Київський Міжнародний турнір з вільної боротьби 2013      | Україна | 60 кг            | Бронза |
| Турнір Чорного моря 2013                                  | Україна | 66 кг            | 5      |
| Чемпіонат світу з боротьби серед військовослужбовців 2013 | Україна | 66 кг            | Бронза |